# Hermann Bernhard Braeuning

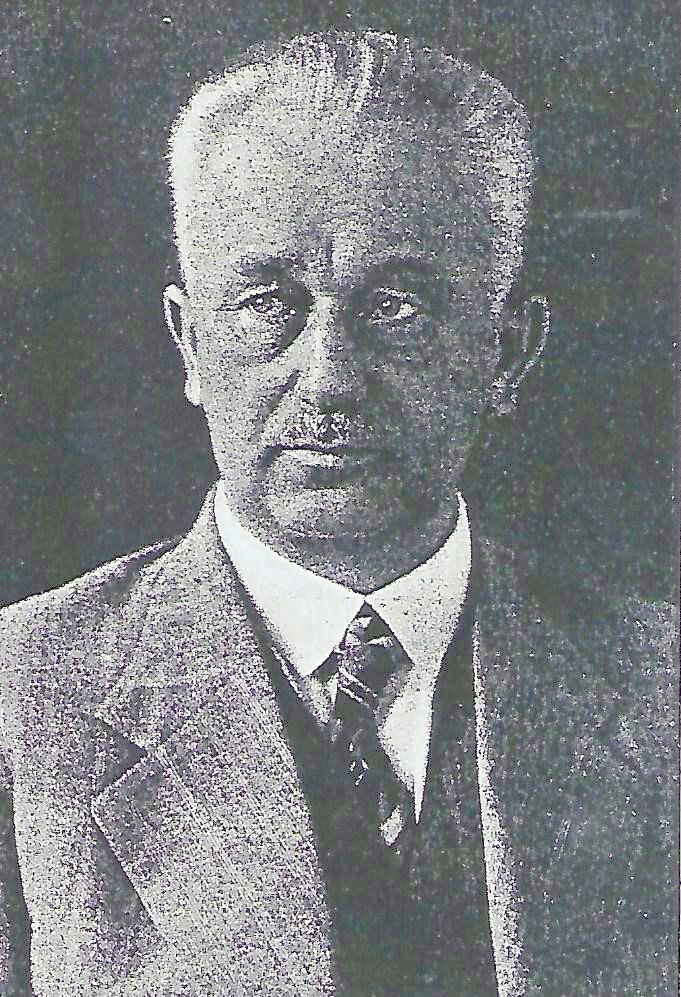
Hermann Bräuning

Hermann Braeuning (* 19. Januar 1880 in Halle; † 11. März 1946 in Berlin) war ein deutscher Internist und Tuberkuloseforscher in Stettin.

## Leben
Als Sohn eines Gymnasiallehrers  studierte Braeuning ab 1898 Medizin an der Friedrichs-Universität Halle. Nachdem er 1903 das Staatsexamen bestanden hatte, ging er als wissenschaftlicher Assistent an das Physiologische Institut der Christian-Albrechts-Universität zu Kiel. Im Jahr darauf wurde er zum Dr. med. promoviert. Die ärztliche Ausbildung begann er 1905 in Stralsund. Er wechselte nach Stettin, wo er von 1908 bis 1912 Oberarzt war. Als Professor für Innere Medizin leitete er die Tuberkulose-Ambulanz. Er gründete das Tuberkulose-Hospital in Hohenkrug (Stettin) und war von 1915 bis 1945 der erste Direktor. Er machte das Haus zu einem der führenden Zentren im Deutschen Reich und schrieb hunderte von wissenschaftlichen und populärwissenschaftlichen Publikationen zu Tuberkulose, Diabetes mellitus und Diätetik. Er verließ kurz vor Kriegsende Stettin und ging nach Berlin, wo er mit 66 Jahren starb.

## Schriften
- Tuberkulosekrankenhaus und Tuberkulosefürsorge sowie ihre Entwicklung aus dem Städtischen Krankenhause, in: A. Gottschalk, O. Meyer, E. Mühlmann (Hrsg.): Die Städtischen Krankenanstalten Stettins. Selbstverlag (1931), S. 94–112.